# نفرین حام

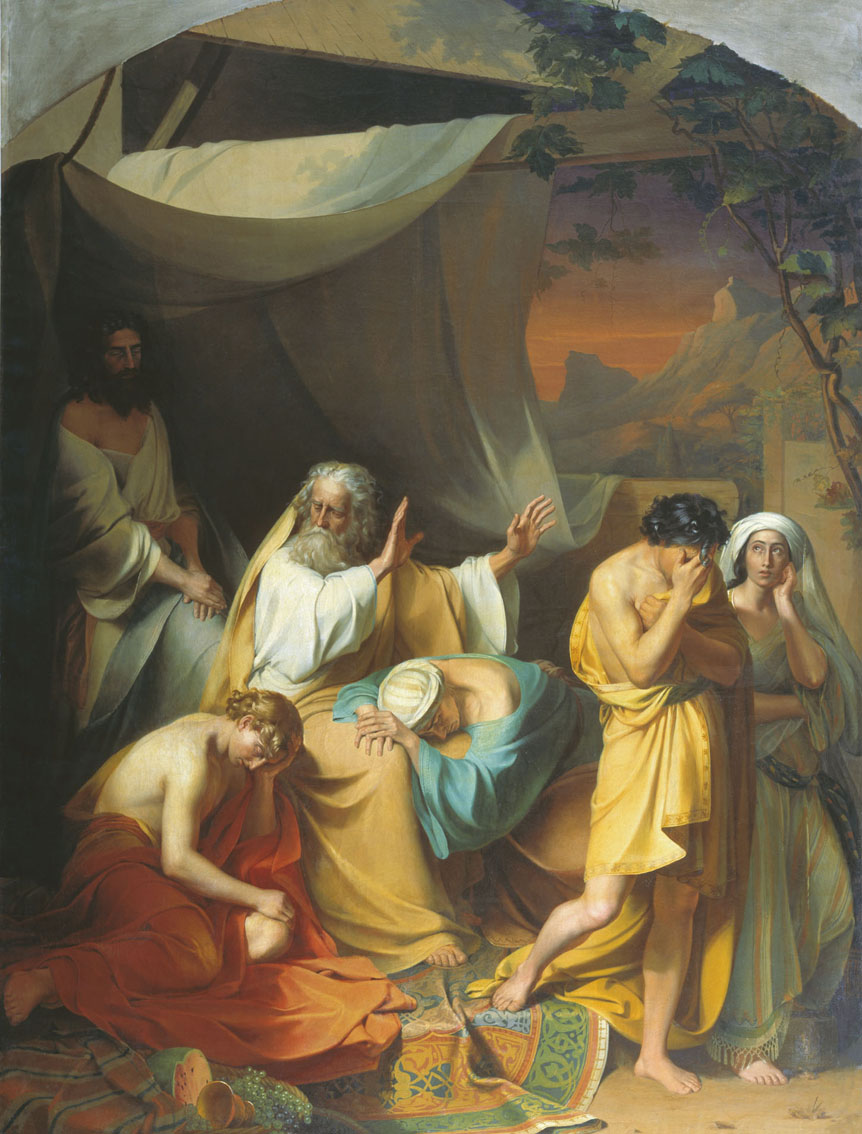
نفرین حام توسط نوح اثر Ivan Stepanovitch Ksenofontov در قرن نوزدهم

نفرینِ حام در تورات، به نفرین شدنِ حام (و فرزندش کنعان) به‌دستِ نوح گفته می‌شود.

## نفرین شدنِ حام
براساس سفر پیدایش، پس از آنکه نوح مست شد، به دلیل کار بد حام، نوح او و فرزندش کنعان را نفرین کرد. سرشت کار بدِ حام برای دو هزار سال مورد بحث پژوهشگران بوده است. 
هدف اصلی این داستان در تورات، توجیه مخالفت کنعانیان با بنی اسرائیل بود ولی بعدها این نفرین توسط یهودیان، مسیحیان، به عنوان نفرین علیه سیاه‌پوستان و برای توجیه برده‌داری استفاده شده‌است. متن سفر پیدایش در باب ۹ به صورت زیر است:
۲۰ و نوح به فلاحت زمین شروع کرد، و تاکستانی غرس نمود.

۲۱ و شراب نوشیده، مست‌شد، و در خیمه خود عریان گردید.

۲۲ و حام، پدر کنعان، برهنگی پدر خود را دید و دو برادر خود را بیرون خبر داد.

۲۳ و سام و یافث، ردا را گرفته، بر کتف خود انداختند، و پس‌پس رفته، برهنگی پدر خود را پوشانیدند؛ و روی ایشان باز پس بود که برهنگی پدر خود را ندیدند.

۲۴ و نوح از مستی خود به هوش آمده، دریافت که پسر کهترش با وی چه کرده بود.

۲۵ پس گفت: «کنعان ملعون باد! برادران خود را بنده بندگان باشد.»

۲۶ و گفت: «متبارک باد یهوه خدای سام! و کنعان، بنده او باشد.

۲۷ خدا یافث را وسعت دهد، و در خیمه‌های سام ساکن شود، و کنعان بنده او باشد.»

### در منابع اسلامی
روایات مربوط با نفرین شدن حام، در بعضی کتب حدیث اسلامی که سندیت قابل سوالی دارند، نیز آمده است. با این تفاوت که در این روایات نوح مست نبوده، بلکه در کشتی خواب بوده و عورتش بر اثر وزیدنِ باد آشکار شده بود. حام و یافث وقتی عورت او را نگریستند خندیدند، اما سام ایشان را نهی کرد و هر چه باد می‌گشود، سام می‌پوشید. وقتی سام، آنچه گذشته بود بر نوح بیان کرد، نوح از خداوند خواست که آب کمر حام و آب کمر یافث را تغییر دهد و آنگاه به ایشان گفت که خداوند فرزندان شما را سیاه و تا قیامت غلامان فرزندان سام قرار داده است، و شما عاق من شدید و پیغمبری از نسلتان قطع گردیده است. و نیز در روایات وارد شده است که نوح پیروان خود را از نزدیکی با زنان نهی کرده بود، اما حام مخالفت کرد و با همسر خویش درآمیخت، نوح نیز به این سبب او را نفرین کرد، چنانچه نطفه‌اش تغییر کرد و از او جز سیاهان پدید نیامدند. با این حال برخی علمای مسلمان حام را مردی پرهیزکار و شایسته دانسته‌اند که نوح او را برکت داد و سرزمین‌هایی را نیز به او بخشید. بعضی از مورخین مسلمان نیز داستان نفرین حام را ساختگی و تأثیر نفوذ اسرائیلیات بر تفاسیر قرآن دانسته‌اند. ابن بلخی کیومرث پادشاه داستانی ایران را از نسل حام دانسته است.

### نقد ابن خلدون
ابن خلدون در مقدمهٔ خود این نظریه را رد می‌کند و اساساً رنگ پوست را ناشی از طبیعت گرما و سرما و تأثیر آن در تکوین جانداران این محیط‌ها می‌داند. یعنی مردمان اقلیم اول و دوم (سودانیان و حبشیان) به‌سبب گرمای افراطیِ جنوب سیاهند و خورشید در هر سال دوبار در سمت رأس آنان واقع می‌شود و فاصلهٔ زمانی میان این دو بار کوتاه است و پوستشان را سیاه می‌کند. برعکس، ساکنان اقالیم ششم و هفتم (صقلاب یا اسلاوها و ترک‌ها و خزران و آلان‌ها و یأجوج و مأجوج) به‌سبب سرمای شدیدْ رنگ پوستشان به سپیدی می‌گراید و موی بدنشان از بین می‌رود؛ و این سرمای مفرط اقتضا می‌کند که مردمشان دارای چشمانی کبود (سبز) و پوست‌های خال‌خال (کک و مک) و موهای طلایی باشند. اساساً، رنگ بدن تابع خاصیت هواست.